# Beach Mix
Albums de Kumi Kōda
Japonesque
(2012)
Remix par Kumi Kōda
Koda Kumi Driving Hit's 4
(2012) Koda Kumi Driving Hit's 5
(2013)
Beach Mix est le 5e album remix de Kumi Kōda, sous le label Rhythm Zone, sorti le 1er août 2012 au Japon. Il contient seize pistes. Il sort au format CD et CD+DVD. Il inclut une nouvelle chanson Whatchu Waitin' On? ainsi que son clip. Il arrive quatrième à l'Oricon. Il se vend à 25 643 exemplaires la première semaine et reste classé sept semaines pour un total de 44 357 exemplaires vendus durant cette période.

## Liste des titres
| 1.  | Whatchu Waitin' On?                                         |  |
| 2.  | Ko-so-ko-so [Prog5 Remix]                                   |  |
| 3.  | Bling Bling Bling feat. AK-69 [Electro Rave Allstars Remix] |  |
| 4.  | Hey baby! [Future House United Remix]                       |  |
| 5.  | V.I.P. feat. T-Pain [Sunset In Ibiza Remix]                 |  |
| 6.  | Pop Diva [KOZMR Remix Lucas Valentine]                      |  |
| 7.  | Be My Baby [4 Skips Remix]                                  |  |
| 8.  | No Tricks [Shohei Matsumoto & Junichi Matsuda Remix]        |  |
| 9.  | Heat feat. MEGARYU [REO Remix]                              |  |
| 10. | Cutie Honey [HABANERO POSSE REMIX] (キューティーハニー)     |  |
| 11. | D.D.D. feat. SOULHEAD [Pink Chameleons Remix]               |  |
| 12. | Come with me [Overhead Champion Remix]                      |  |
| 13. | Twinkle [R-midwest Remix]                                   |  |
| 14. | Lick me ♥ [Floorbreaker Remix]                              |  |
| 15. | Cherry Girl [Sunset In Ibiza Remix]                         |  |
| 16. | TABOO [KOZMR Remix Suguru Yamamoto™] (スグル・ヤマモト)     |  |

| 1. | Whatchu Waitin' On?                     |  |
| 2. | Whatchu Waitin' On? (Making of)         |  |
| 3. | a-nation&Rhythm Nation [Best Selection] |  |